# Ulla Pia
Ulla Pia (Copenhaguen, Dinamarca, 17 de febrer de 1945 - 22 d'agost de 2020) va ser una cantant danesa, coneguda internacionalment per a la seva participació l'any 1966 al Festival de la Cançó d'Eurovisió.

## Biografia
Ulla Pia comença la seva carrera com a cantant amb grups i orquestres a Copenhaguen. A mitjans dels anys 1960, canta amb el músic de jazz Finn Ziegler L'any 1966, és triada per participar en la selecció danesa per al concurs Eurovisió, Dansk Melodi Grand Prix. Interpreta la cançó « Stop - mens legen er go », i amb gran sorpresa, és la guanyadora. Ulla Pia declara a una entrevista que havia suposat que un dels seus competidors més coneguts (com Dario Campeotto o Gustav Winckler), guanyaria, i la seva victòria va ser un xoc per a ella.
Ulla Pia participa doncs a l'onzè Festival de la Cançó d'Eurovisió 1966, que va tenir lloc el 5 de març a la Ciutat de Luxemburg. La seva cançó Stop - mens legen er anar, només assoleix el catorzè lloc de divuit, malgrat una actuació on Ulla Pia és acompanyada a l'escena per dos ballarins, la qual cosa era inusual a l'època.
Dinamarca no participarà al concurs Eurovisió durant més de deu anys, fins a l'any 1978 després de la retirada del radiodifusor Danmarks Radio.
Als anys següents de la seva participació a l'Eurovisió, Ulla Pia va treure diversos singles populars a Dinamarca, sobretot « Karina » i « Flower Power Tøj ». Regularment va fer gires als anys 1970, però cap a la fi del decenni, compromisos familiars i un període de mala salut l'obliguen a retirar-se.